# Ricco Rodriguez
Ricco Rodriguez (San José, California, 19 de agosto de 1977) es un artista marcial mixto estadounidense que compite en la división de peso pesado. Competidor profesional desde 1999, ha competido para Ultimate Fighting Championship (UFC), PRIDE Fighting Championships, EliteXC, International Fight League, BAMMA, World Extreme Cagefighting y Bellator MMA. Rodriguez fue campeón de peso pesado de UFC, campeón mundial de jiu-jitsu brasileño, campeón mundial de ADCC Submission Wrestling World Championship y campeón mundial de peso pesado de King of the Cage.

## Primeros años
Rodriguez nació en San José, California, y creció en Paterson, Nueva Jersey. Es de ascendencia mexicana y portorriqueña. Rodriguez luchó en Tottenville High School mientras vivía en Staten Island, Nueva York. Más tarde se mudó a California y comenzó a entrenarse en el jiu-jitsu brasileño con los hermanos Rigan y Jean Jacques Machado. Compitió y ganó muchos torneos de jiu-jitsu antes de pasar a las artes marciales mixtas.

## Carrera de artes marciales mixtas
En 1997, Ricco Rodriguez se convirtió en uno del pequeño grupo de estadounidenses en ganar un Campeonato Mundial de Jiu-jitsu brasileño, llevándose el título de Cinturón Azul Absoluto. Obtuvo oro en +99 kg en el primer ADCC Submission Wrestling World Championship en 1998, bronce en la división Absoluta (peso abierto) en 1999 y plata en la categoría +99 kg en 2000. Ese mismo año Rodriguez comenzó su carrera en AMM con una victoria contra Rocky Batastini. Ganó varios de sus primeros combates antes de perder ante Bobby Hoffman en el evento Superbrawl 13 en Hawái. Más tarde luchó en el PRIDE Fighting Championship antes de pasar al Ultimate Fighting Championship.

### Ultimate Fighting Championship
El primer combate de UFC de Rodriguez fue en UFC 32 contra el futuro campeón de peso pesado de UFC y el peleador número 1 libra por libra de ese momento, Andrei Arlovski, al que ganó por nocaut técnico. Estaba programado para pelear en UFC 33 contra el autor de uno de los nocauts más comentados de la época, Pete Williams, pero la pelea fue pospuesta hasta UFC 34 debido a una lesión que sufrió Williams durante el entrenamiento.
Rodriguez venció a Williams, Jeff Monson (UFC 35) y Tsuyoshi Kohsaka (UFC 37) para ganar una oportunidad por el campeonato vacante de peso pesado contra el futuro miembro del Salón de la Fama de UFC Randy Couture en UFC 39, convirtiéndose en el primer luchador de ascendencia portorriqueña en ganar el Campeonato de Peso Pesado de la UFC. Rodriguez estaba perdiendo en la tarjeta de puntuación en los asaltos iniciales. En el quinto asalto, Rodriguez pudo lograr una victoria con una detención por rendición verbal. En su primera defensa del título, fue noqueado por Tim Sylvia en el primer asalto, perdiendo de esta manera el cinturón.

### Promociones independientes
Tras la finalización de su contrato con UFC, Rodriguez luchó por varias promociones regionales y nacionales. También ganó una cantidad significativa de peso, llegando a pesar 160 kg. El 22 de julio de 2006, en una revancha de su pelea de agosto de 2005 en el WEC, se vengó de una derrota ante Ron Waterman en WFA: King of the Streets. Luchó como un peso superpesado, con un peso de 140 kg, y fue citado diciendo: «Estoy gordo pero todavía tengo habilidades».
Luego de su victoria contra Imani Lee el 17 de noviembre de 2006, Rodriguez fue suspendido indefinidamente por la Comisión Atlética del Estado de California. El Wrestling Observer Newsletter informó que Rodriguez había dado positivo por marihuana y cocaína, y posteriormente recibió una suspensión de seis meses por la prueba de drogas fallida.
El 27 de julio de 2007, Ricco Rodriguez, en su primera pelea después de su suspensión, derrotó a Lloyd Marshbanks por nocaut técnico en el primer asalto en MMA Xtreme 13, que se llevó a cabo en Puebla, México. En la final del campeonato de la IFL, perdió ante «Big» Ben Rothwell por decisión unánime.
Rodriguez luchó en el torneo de peso pesado del evento YAMMA Pit Fighting como reemplazo tardío. Derrotó a George Bush III en el primer asalto por decisión unánime, pero fue derrotado por el eventual campeón Travis Wiuff en las semifinales por decisión unánime.
Ricco Rodriguez estaba programado para reemplazar al lesionado Kevin Randleman en una revancha de su pelea de UFC 35 contra Jeff Monson en el evento inaugural de Godz of War. Sin embargo, ese evento fue cancelado y la pelea fue reprogramada para el evento inaugural de Mixed Fighting Alliance (MFA), que Rodriguez perdió por decisión unánime.
En las clasificatorias de la ADCC de 2009, Rodriguez pesó 218 libras, muy por debajo de 100 libras desde su punto máximo a mediados de la década de 2000. Rodriguez atribuyó su pérdida de peso a un enfoque renovado y a la asociación con un nuevo entrenador nutricional y su amigo de mucho tiempo, Richard Sicola-Stone.
Rodriguez perdió el peso en su primer intento de pelear en las 205 libras en el evento inaugural del Campeonato de peleas de Israel el 9 de noviembre. Sin embargo, aun peleó y ganó su pelea contra Daniel Tabera, y luego desafió a su amigo, Jeff Monson, a una pelea eliminatoria, a una pelea de 205 libras.
Ricco Rodriguez hizo su debut en BAMMA enfrentando al exalumno de The Ultimate Fighter 10 y veterano de UFC James McSweeney, quien también estaba haciendo su debut para la promoción. Rodriguez perdió peso para la pelea, pesando 2 libras por encima del peso pactado de 215 libras.
Rodriguez hizo su debut en Bellator contra el hombre que derrotó por primera vez a Kimbo Slice en un combate de AMM, Seth Petruzelli, en Bellator 48. Rodriguez perdió la pelea por nocaut en el primer asalto, después de ser conectado con un volado de derecha y poniendo fin a su racha de 12 victorias consecutivas.
El 15 de abril de 2013, se anunció que Rodriguez firmó un contrato de 3 peleas por Final Fight Championship. Su primera pelea por la promoción fue en el evento FFC05: Rodriguez vs. Simonič el 24 de mayo de 2013, cuando luchó contra el esloveno Tomaž Simonič. Ganó la pelea con un armbar en el primer asalto.
El 9 de noviembre de 2013, perdió ante Denis Stojnić en el evento Bosnia Fight Championship por nocaut técnico, después de una detención temprana del árbitro. Rodriguez inmediatamente se puso de pie y protestó por la detención, y dejó la pelea mostrando el dedo medio al árbitro. Se anunció que tendrían una revancha en 2014, también en Sarajevo; sin embargo, al día siguiente del evento, el árbitro dijo que no estaba a la altura, y la pelea fue declarada como Sin resultado.
En su siguiente pelea, Rodriguez se enfrentó a Nestoras Batzelas en Final Fight Championship 10 el 13 de diciembre de 2013. Ganó la pelea por nocaut técnico. Luego se enfrentó a Dion Staring por el Campeonato de peso pesado de la FFC en Final Fight Championship 17 el 20 de diciembre de 2014. A pesar de salir fuerte en el primer minuto del primer asalto, Rodriguez fue derribado por una patada frontal de Staring en la mitad del primer asalto y posteriormente golpeado, y perdió la pelea por nocaut técnico después de no responder a la campana para el tercer asalto. Después de una serie de derrotas, incluida una pelea contra Gilbert Yvel, Rodriguez ganó el título de peso pesado de CFS en Graz, Austria, derrotando a Nandor Guelmino.

## Carrera de boxeo
Rodriguez hizo su debut en el boxeo profesional el 12 de octubre de 2006, venciendo por nocaut al peso crucero Brandon Baker, de diecinueve años. El 8 de julio de 2008, Rodriguez peleó su segunda pelea de boxeo profesional perdiendo por decisión dividida ante Chad Davies, quien entró en la pelea con un registro de 0-1.

## Otras apariciones
Rodriguez apareció en un episodio de la serie Arma Humana de History Channel, en el que se enfrentó a Bill Duff en un empate. También aparece en imágenes adicionales del DVD The Smashing Machine: The Life and Times of Extreme Fighter Mark Kerr.
Rodriguez también apareció en la primera temporada del reality show de televisión VH1 Celebrity Rehab with Dr. Drew, que documentó su lucha contra el abuso de sustancias prohibidas.

## Registro de artes marciales mixtas
| Resultado     | Récord    | Oponente                 | Método                         | Evento                                        | Fecha                    | Asalto | Tiempo    | Localización                                    | Nota |
| ------------- | --------- | ------------------------ | ------------------------------ | --------------------------------------------- | ------------------------ | ------ | --------- | ----------------------------------------------- | ---- |
| Derrota       | 54-27 (1) | Hatef Moeil              | TKO (rendición a golpes)       | CFS 9: Cage Fight Series 9                    | 2 de febrero de 2019     | 3      | 5:00      | Austria                                         |      |
| Derrota       | 54-26 (1) | Alex Nicholson           | TKO (rendición a golpes)       | WFCA 31: Ushukov vs. Vagaev                   | 26 de abril de 2018      | 1      | 1:27      | Fort Lauderdale, Florida, Estados Unidos        |      |
| Victoria      | 54-25 (1) | Nandor Guelmino          | Rendición (rear-naked choke)   | Cage Fight Series part 8                      | 21 de enero de 2018      | 3      | 2:30      | Graz, Estiria, Austria                          |      |
| Derrota       | 53-25 (1) | Gilbert Yvel             | TKO (lesión)                   | WFCA 31: Ushukov vs. Vagaev                   | 19 de noviembre de 2016  | 1      | 1:00      | Grozni, Chechenia, Rusia                        |      |
| Derrota       | 53-24 (1) | Ivan Shtyrkov            | TKO (golpes)                   | RCC Boxing Promotions                         | 9 de septiembre de 2016  | 1      | 1:55      | Ekaterimburgo, Rusia                            |      |
| Derrota       | 53-23 (1) | Denis Stojnić            | TKO (golpes)                   | Bosnia Fight Championship 2                   | 13 de junio de 2015      | 2      | 0:22      | Sarajevo, Bosnia y Herzegovina                  |      |
| Derrota       | 53-22 (1) | Dion Staring             | TKO (retiro)                   | Final Fight Championship 17                   | 20 de diciembre de 2014  | 2      | 5:00      | Opatija, Croacia                                |      |
| Victoria      | 53-21 (1) | Nestoras Batzelas        | TKO (golpes)                   | Final Fight Championship 10                   | 13 de diciembre de 2013  | 2      | 3:33      | Skopie, Macedonia del Norte                     |      |
| Sin resultado | 52-21 (1) | Denis Stojnić            | Sin resultado (sobrerreacción) | Bosnian Fight Championship                    | 9 de noviembre de 2013   | 1      | 4:55      | Sarajevo, Bosnia y Herzegovina                  |      |
| Victoria      | 52-21     | Zelg Galešić             | Rendición (armbar)             | Final Fight Championship 8                    | 4 de octubre de 2013     | 1      | 2:10      | Zagreb, Croacia                                 |      |
| Derrota       | 51-21     | Ian Freeman              | TKO (golpes)                   | UCFC 5: Legends of MMA                        | 27 de julio de 2013      | 1      | 2:11      | Doncaster, Inglaterra, Reino Unido              |      |
| Derrota       | 51-20     | Marcin Lazarz            | Decisión (unánime)             | GWC: The British Invasion: US vs. UK          | 29 de junio de 2013      | 3      | 5:00      | Kansas City, Misuri, Estados Unidos             |      |
| Victoria      | 51-19     | Tomaz Simonic            | Rendición (armbar)             | FFC: Final Fight Championship 5               | 24 de mayo de 2013       | 1      | 3:49      | Osijek, Croacia                                 |      |
| Victoria      | 50-19     | Andreas Kraniotakes      | Decisión (unánime)             | CFS 7: Cage Fight Series 7                    | 12 de mayo de 2013       | 3      | 5:00      | Unterpremstätten, Estiria, Austria              |      |
| Derrota       | 49-19     | Ante Delija              | Decisión (unánime)             | HOG: House of Gladiators 1                    | 21 de diciembre de 2012  | 2      | 5:00      | Dubrovnik, Croacia                              |      |
| Victoria      | 49-18     | Kevin Thompson           | Rendición (armbar)             | UWC 21: Xplosion                              | 20 de octubre de 2012    | 1      | 4:45      | Southend-on-Sea, Essex, Inglaterra, Reino Unido |      |
| Derrota       | 48-18     | Stav Economou            | Decisión (unánime)             | Dubai FC 1: The Beginning                     | 4 de mayo de 2012        | 1      | 1:58      | Dubái, Emiratos Árabes Unidos                   |      |
| Derrota       | 48-17     | Ruslan Magomedov         | Decisión (unánime)             | United Glory 15: 2012 Glory World Series      | 23 de marzo de 2012      | 3      | 5:00      | Chéjov, Óblast de Moscú, Rusia                  |      |
| Derrota       | 48-16     | Aleksandr Vólkov         | Decisión (unánime)             | BF: Baltic Challenge 3                        | 23 de febrero de 2012    | 3      | 5:00      | Kaliningrado, Rusia                             |      |
| Derrota       | 48-15     | Blagoy Ivanov            | TKO (retiro)                   | CMMAT: Chekhov MMA Tournament                 | 24 de diciembre de 2011  | 3      | 3:33      | Chéjov, Óblast de Moscú, Rusia                  |      |
| Victoria      | 48-14     | Bashir Yamilkhanov       | TKO (golpes)                   | FEFoMP: Battle of Empires                     | 17 de diciembre de 2011  | 2      | 2:56      | Jabárovsk, Krai de Jabárovsk, Rusia             |      |
| Derrota       | 47-14     | Glover Teixeira          | TKO (rendición a golpes)       | Mixed Fighting Alliance "There Will Be Blood" | 27 de noviembre de 2011  | 1      | 1:58      | Duque de Caxias, Río de Janeiro, Brasil         |      |
| Derrota       | 47-13     | Michał Kita              | Decisión (unánime)             | MMAA: MMA Attack                              | 5 de noviembre de 2011   | 2      | 5:00      | Varsovia, Polonia                               |      |
| Derrota       | 47-12     | Seth Petruzelli          | TKO (golpes)                   | Bellator 48                                   | 20 de agosto de 2011     | 1      | 4:21      | Uncasville, Connecticut, Estados Unidos         |      |
| Victoria      | 47-11     | Doug Williams            | Rendición (rear-naked choke)   | Shark Fights 17: Horwich vs. Rosholt 2        | 15 de julio de 2011      | 1      | 2:16      | Frisco, Texas, Estados Unidos                   |      |
| Victoria      | 46-11     | James McSweeney          | Decisión (unánime)             | BAMMA 5: Daley vs. Shirai                     | 26 de febrero de 2011    | 3      | 5:00      | Mánchester, Inglaterra, Reino Unido             |      |
| Victoria      | 45-11     | Daniel Tabera            | Decisión (unánime)             | Israel Fighting Championship: Genesis         | 9 de noviembre de 2010   | 3      | 5:00      | Tel Aviv, Israel                                |      |
| Victoria      | 44-11     | John Juarez              | Decisión (dividida)            | USA MMA: Stacked                              | 31 de julio de 2010      | 3      | 5:00      | Baton Rouge, Luisiana, Estados Unidos           |      |
| Victoria      | 43-11     | Bobby Martinez           | Rendición (heel hook)          | AFA 4: Parking Lot Beatdown                   | 17 de julio de 2010      | 1      | 1:03      | Fort Wayne, Indiana, Estados Unidos             |      |
| Victoria      | 42-11     | Ken Sparks               | TKO (golpes)                   | USA MMA: Legends                              | 22 de mayo de 2010       | 1      | 2:32      | Kinder, Luisiana, Estados Unidos                |      |
| Victoria      | 41-11     | Travis Fulton            | KO (patada a la cabeza)        | CT: Cage Thug                                 | 1 de mayo de 2010        | 1      | Sin datos | Waterloo, Iowa, Estados Unidos                  |      |
| Victoria      | 40-11     | Brian Ryan               | TKO (golpes)                   | XKL: Evolution 1                              | 20 de marzo de 2010      | 2      | 2:05      | Ypsilanti, Míchigan, Estados Unidos             |      |
| Victoria      | 39-11     | Patrick Miller           | TKO (golpes)                   | STFC 10: Annihilation                         | 26 de febrero de 2010    | 2      | 2:20      | McAllen, Texas, Estados Unidos                  |      |
| Victoria      | 38-11     | Moise Rimbon             | Decisión (dividida)            | IAFC: Mayor's Cup 2009                        | 27 de noviembre de 2009  | 3      | 3:00      | Novosibirsk, Rusia                              |      |
| Victoria      | 37-11     | Justin Howard            | TKO (rendición a golpes)       | KOK 7: Judgement Day                          | 29 de agosto de 2009     | 1      | 2:05      | Austin, Texas, Estados Unidos                   |      |
| Victoria      | 36-11     | John Brown               | Rendición (rear-naked choke)   | Reality Combat: The Return                    | 25 de julio de 2009      | 3      | 2:34      | Slidell, Luisiana, Estados Unidos               |      |
| Derrota       | 35-11     | Mario Rinaldi            | Decisión (unánime)             | WFC: Battle Of The Bay 8                      | 10 de julio de 2009      | 3      | 5:00      | Tampa, Florida, Estados Unidos                  |      |
| Victoria      | 35-10     | Doug Williams            | Rendición (anaconda choke)     | Armagedon Fighting Championships 09           | 27 de junio de 2009      | 1      | 1:02      | Tyler, Texas, Estados Unidos                    |      |
| Derrota       | 34-10     | Jeff Monson              | Decisión (unánime)             | Mixed Fighting Alliance "There Will Be Blood" | 13 de diciembre de 2008  | 3      | 5:00      | Miami, Florida, Estados Unidos                  |      |
| Victoria      | 34-9      | Robert Beraun            | Decisión (unánime)             | Rage in the Cage 117                          | 8 de noviembre de 2008   | 3      | 3:00      | Phoenix, Arizona, Estados Unidos                |      |
| Victoria      | 33-9      | Rob Broughton            | Rendición (kneebar)            | Cage Gladiators 9                             | 4 de octubre de 2008     | 2      | 3:39      | Liverpool, Inglaterra, Reino Unido              |      |
| Victoria      | 32-9      | Titus Campbell           | Rendición (guillotine choke)   | Silver Crown Fights                           | 8 de agosto de 2008      | 2      | 3:06      | Fort Wayne, Indiana, Estados Unidos             |      |
| Victoria      | 31-9      | Johnathan Ivey           | Decisión (unánime)             | Xp3: The Proving Ground                       | 26 de julio de 2008      | 3      | 3:00      | Houston, Texas, Estados Unidos                  |      |
| Victoria      | 30-9      | Chris Guillen            | Rendición (armbar)             | Ultimate Combat Experience 1                  | 27 de junio de 2008      | 1      | 4:30      | West Valley City, Utah, Estados Unidos          |      |
| Derrota       | 29-9      | Travis Wiuff             | Decisión (unánime)             | YAMMA Pit Fighting                            | 11 de abril de 2008      | 1      | 5:00      | Atlantic City, Nueva Jersey, Estados Unidos     |      |
| Victoria      | 29-8      | George Bush III          | Decisión (unánime)             | YAMMA Pit Fighting                            | 11 de abril de 2008      | 1      | 5:00      | Atlantic City, Nueva Jersey, Estados Unidos     |      |
| Derrota       | 28-8      | Antônio Silva            | Decisión (dividida)            | EliteXC: Street Certified                     | 16 de febrero de 2008    | 3      | 5:00      | Miami, Florida, Estados Unidos                  |      |
| Victoria      | 28-7      | Kevin Filal              | KO (patada a la cabeza)        | PFP: Ring of Fire                             | 9 de diciembre de 2007   | 1      | Sin datos | Manila, Filipinas                               |      |
| Derrota       | 27-7      | Ben Rothwell             | Decisión (unánime)             | IFL 2007 World Championship Finals            | 20 de septiembre de 2007 | 3      | 4:00      | Hollywood, Florida, Estados Unidos              |      |
| Victoria      | 27-6      | Lloyd Marshbanks         | TKO (golpes)                   | MMA Xtreme 13                                 | 28 de julio de 2007      | 1      | 3:11      | Tijuana, México                                 |      |
| Victoria      | 26-6      | Imani Lee                | Rendición (rear-naked choke)   | BIB: Beatdown in Bakersfield                  | 17 de noviembre de 2006  | 1      | 2:12      | Bakersfield, California, Estados Unidos         |      |
| Victoria      | 25-6      | Abdias Irisson           | TKO (golpes)                   | MMA Xtreme 7                                  | 11 de noviembre de 2006  | 1      | Sin datos | Tijuana, México                                 |      |
| Victoria      | 24-6      | Ron Waterman             | TKO (detención del médico)     | WFA: King of the Streets                      | 22 de julio de 2006      | 1      | 5:00      | Los Ángeles, California, Estados Unidos         |      |
| Victoria      | 23-6      | Tyler Brooks             | Rendición (armbar)             | MMA Xtreme 1                                  | 25 de marzo de 2006      | 1      | Sin datos | Tijuana, México                                 |      |
| Derrota       | 22-6      | Robert Beraun            | Decisión (unánime)             | RITC 78: Back with a Vengeance                | 14 de enero de 2006      | 3      | 3:00      | Glendale, Arizona, Estados Unidos               |      |
| Victoria      | 22-5      | Tyler Brooks             | Rendición (armbar)             | Pro Fight League                              | 25 de marzo de 2005      | 1      | 4:00      | Phoenix, Arizona, Estados Unidos                |      |
| Victoria      | 21-5      | David Mori               | Decisión (unánime)             | MMA Fighting Challenge 4                      | 3 de diciembre de 2005   | 3      | 5:00      | Guadalajara, México                             |      |
| Victoria      | 20-5      | Corey Salter             | Rendición (armbar)             | Ultimate Texas Showdown 3                     | 26 de noviembre de 2005  | 2      | 0:17      | Dallas, Texas, Estados Unidos                   |      |
| Victoria      | 19-5      | Jimmy Ambriz             | TKO (rendición a golpes)       | WEC 17                                        | 14 de octubre de 2005    | 1      | 4:13      | Lemoore, California, Estados Unidos             |      |
| Derrota       | 18-5      | Ron Waterman             | Decisión (unánime)             | WEC 16                                        | 18 de agosto de 2005     | 3      | 5:00      | Lemoore, California, Estados Unidos             |      |
| Victoria      | 18-4      | Andy Montana             | Rendición (armbar)             | Independent event                             | 15 de julio de 2005      | 1      | 1:50      | Fountain Hills, Arizona, Estados Unidos         |      |
| Victoria      | 17-4      | Ruben Villareal          | Rendición (armbar)             | Extreme Wars: X-1                             | 2 de julio de 2005       | 1      | 2:38      | Honolulu, Hawái, Estados Unidos                 |      |
| Victoria      | 16-4      | Scott Junk               | Rendición (front choke)        | Rumble on the Rock 7                          | 7 de mayo de 2005        | 2      | 0:42      | Honolulu, Hawái, Estados Unidos                 |      |
| Victoria      | 15-4      | Mike Seal                | Rendición (rear-naked choke)   | MMA México: Day 2                             | 18 de diciembre de 2004  | 1      | 1:06      | Ciudad Juárez, México                           |      |
| Derrota       | 14-4      | Pedro Rizzo              | Decisión (unánime)             | UFC 45                                        | 21 de noviembre de 2003  | 3      | 5:00      | Uncasville, Connecticut, Estados Unidos         |      |
| Derrota       | 14-3      | Antônio Rodrigo Nogueira | Decisión (unánime)             | PRIDE Total Elimination 2003                  | 10 de agosto de 2003     | 3      | 5:00      | Saitama, Japón                                  |      |
| Derrota       | 14-2      | Tim Sylvia               | KO (golpes)                    | UFC 41                                        | 28 de febrero de 2003    | 1      | 3:09      | Atlantic City, Nueva Jersey, Estados Unidos     |      |
| Victoria      | 14-1      | Randy Couture            | TKO (rendición por codazo)     | UFC 39                                        | 27 de septiembre de 2002 | 5      | 3:04      | Uncasville, Connecticut, Estados Unidos         |      |
| Victoria      | 13-1      | Tsuyoshi Kohsaka         | TKO (golpes)                   | UFC 37                                        | 10 de mayo de 2002       | 2      | 3:25      | Bossier City, Luisiana, Estados Unidos          |      |
| Victoria      | 12-1      | Jeff Monson              | TKO (golpes)                   | UFC 35                                        | 11 de enero de 2002      | 3      | 3:00      | Uncasville, Connecticut, Estados Unidos         |      |
| Victoria      | 11-1      | Pete Williams            | TKO (golpes)                   | UFC 34                                        | 2 de noviembre de 2001   | 2      | 4:02      | Las Vegas, Nevada, Estados Unidos               |      |
| Victoria      | 10-1      | Andrei Arlovski          | TKO (golpes)                   | UFC 32                                        | 29 de junio de 2001      | 3      | 1:23      | East Rutherford, Nueva Jersey, Estados Unidos   |      |
| Victoria      | 9-1       | Paul Buentello           | Rendición (kneebar)            | KOTC 7: Wet and Wild                          | 24 de febrero de 2001    | 2      | 4:21      | San Jacinto, California, Estados Unidos         |      |
| Victoria      | 8-1       | John Marsh               | Decisión (unánime)             | PRIDE 12                                      | 9 de diciembre de 2000   | 2      | 5:00      | Saitama, Japón                                  |      |
| Victoria      | 7-1       | Giant Ochiai             | Rendición (smother choke)      | PRIDE 10                                      | 27 de agosto de 2000     | 1      | 6:04      | Saitama, Japón                                  |      |
| Victoria      | 6-1       | Gary Goodridge           | Decisión (unánime)             | PRIDE 9                                       | 4 de junio de 2000       | 2      | 10:00     | Nagoya, Japón                                   |      |
| Victoria      | 5-1       | Travis Fulton            | Rendición (armbar)             | KOTC 2: Desert Storm                          | 5 de febrero de 2000     | 1      | 4:49      | San Jacinto, California, Estados Unidos         |      |
| Victoria      | 4-1       | Sam Adkins               | Rendición (forearm choke)      | Armageddon 2                                  | 23 de noviembre de 1999  | 1      | 4:32      | Houston, Texas, Estados Unidos                  |      |
| Derrota       | 3-1       | Bobby Hoffman            | KO (golpes)                    | SuperBrawl 13                                 | 7 de septiembre de 1999  | 1      | 3:13      | Honolulu, Hawái, Estados Unidos                 |      |
| Victoria      | 3-0       | Steve Shaw               | Rendición (armbar)             | Rage in the Cage 6                            | 10 de julio de 1999      | 1      | 1:34      | Phoenix, Arizona, Estados Unidos                |      |
| Victoria      | 2-0       | Rocky Batastini          | Rendición (armbar)             | Extreme Cage                                  | 25 de marzo de 1999      | 1      | 4:58      | Phoenix, Arizona, Estados Unidos                |      |
| Victoria      | 1-0       | Scott Adams              | Decisión (unánime)             | Extreme Cage                                  | 25 de marzo de 1999      | 3      | 4:00      | Phoenix, Arizona, Estados Unidos                |      |